# Piz Lischana
Le Piz Lischana est un sommet des Alpes, à 3 106 m, dans la chaîne de Sesvenna, en Suisse (canton des Grisons).